# Natureza humana
A natureza humana faz referência ao conjunto de traços diferentes — incluindo maneiras de pensar, sentir ou agir - que os seres humanos tendem a ter, independente da influência da cultura. As questões sobre quais são essas características, o quanto elas podem ser mudadas, e o que as causa estão entre as questões mais antigas e importantes da filosofia ocidental. Tais questões têm impactos imensos em ética, política e teologia, bem como em arte e em literatura. Os múltiplos ramos das ciências humanas exercem um papel importante nesse debate.
Os ramos da ciência contemporânea associados com o estudo da natureza humana incluem a antropologia, a sociologia, a sociobiologia, a psicologia, sobretudo a psicologia evolutiva, que estuda a seleção natural na evolução humana, e a psicologia comportamental. Nos últimos trinta anos, com o avanço das ciências da informação e biologia genética, o debate "natureza versus meio" se reacendeu, carregado de complexidades, com grandes impactos na política e filosofia do começo do século XXI.

## Metafísica e ética
Existem várias perspectivas em relação à natureza e à essência fundamental dos seres humanos. Estes são, de qualquer forma, mutuamente exclusivos:
- Naturalismo filosófico, que inclui materialismo e racionalismo: Engloba um conjunto de pontos de vista de que os seres humanos são puramente fenômenos naturais; seres sofisticados que evoluíram para o nosso atual estado através de mecanismos naturais, como a evolução. Filósofos humanistas determinam o bem e o mal através do que seriam as "qualidades humanas universais", mas outros naturalistas empregam esses termos como meros rótulos que indicariam o quanto o comportamento individual está em conformidade com as expectativas da sociedade, e seriam o resultado da nossa psicologia e socialização;
- As religiões abraâmicas sustentam que um ser humano é um ser espiritual que foi deliberadamente criado por um único Deus, em sua imagem, e existe em contínuo relacionamento com Deus. O bem e o mal são definidos em quanto os seres humanos se amoldam ao caráter descrito na "lei de Deus";
- Noções politeísticas animísticas variam, mas geralmente descrevem os seres humanos como cidadãos em um mundo povoado por outros seres espirituais inteligentes ou mitológicos, como deuses, demônios, fantasmas etc. Nestes casos, a maldade humana é, frequentemente, considerada como o resultado de influências sobrenaturais ou corrupção (embora possa ter muitas outras causas também).

Tradições espirituais existentes como a holística, panteística, e panenteística asseguram que a humanidade é a existência com Deus ou como parte do cosmos divino. Neste caso, a maldade humana é geralmente considerada como o resultado da ignorância desta natureza universal Divina. Tradições deste tipo incluem as religiões dármicas e outras formas de filosofia oriental (incluindo budismo e taoismo), e filosofia ocidental como estoicismo, neoplatonismo ou cosmologia panteística. Determinados tipos de politeísmo, animismo, e monismo têm interpretações semelhantes.

### Livre arbítrio e determinismo
A questão do livre arbítrio e determinismo toma conta de grande parte do debate sobre a natureza humana. Livre arbítrio refere-se à capacidade do homem de fazer escolhas verdadeiramente livres (em certo sentido). No que se refere aos seres humanos, a tese do determinismo implica que as opções humanas são plenamente causadas por forças internas e externas.
- Incompatibilismo: sustenta que o determinismo e o livre arbítrio são contraditórios (ou ambos são falsos). As visões incompatibilistas podem negar ou aceitar o livre arbítrio.
  - Visões incompatibilistas em favor do livre arbítrio incluem:
    - o libertarismo entende que a percepção humana de livre escolha em ação é verdadeiro, em vez de aparentemente verdadeira, dessa forma, as nossas ações são executadas sem que haja qualquer coerção por forças internas ou externas;
    - Tomismo sustenta que os seres humanos têm uma verdadeira experiência de livre arbítrio, e essa experiência é prova de uma alma que transcende os meros componentes físicos do ser humano.

  - Opiniões incompatibilistas contrárias incluem:
    - o determinismo refere-se a lógica de que os seres humanos, como todos os fenômenos físicos, são objeto de causa e efeito. O determinismo também entende que as nossas ações resultam do meio social e fatores biológicos ou teológicos. Um equívoco comum é acreditar que todos os deterministas são fatalistas que acreditam que a deliberação não faz sentido e que o futuro já está definido, quando na verdade a maioria dos deterministas mantém a ideia de que nós devemos deliberar sobre as nossas ações e que isto é parte da complexa interação entre causa e efeito;
    - A predestinação é a teoria de que Deus orquestra todos os acontecimentos no universo (humanos, naturais e outros) de acordo com sua vontade, porém ele o faz de uma forma que inclui o livre arbítrio do homem;
    - Determinismo biológico e determinismo social são os pontos de vista segundo os quais as ações humanas são determinadas pela sua biologia e interação social, respectivamente. O debate entre estas duas posições é conhecido como natureza versus criação.
- Compatibilismo, é da opinião que o livre arbítrio e o determinismo coexistem. Visões Compatibilistas incluem:
  - Compatibilismo humano, é da opinião que eles são compatíveis, porque é meramente hipotética a habilidade de liberdade de escolha se a outra opção foi eliminada de acordo com os fatores físicos do determinismo;
  - Molinismo, é da opinião de que Deus é capaz de predestinar todos os eventos na Terra, porque ele sabe de antemão o que as pessoas irão escolher livremente;
  - Compatibilistas contemporâneos buscam definições de livre vontade que permitam a coexistência com o determinismo.

### Espiritual versus natural

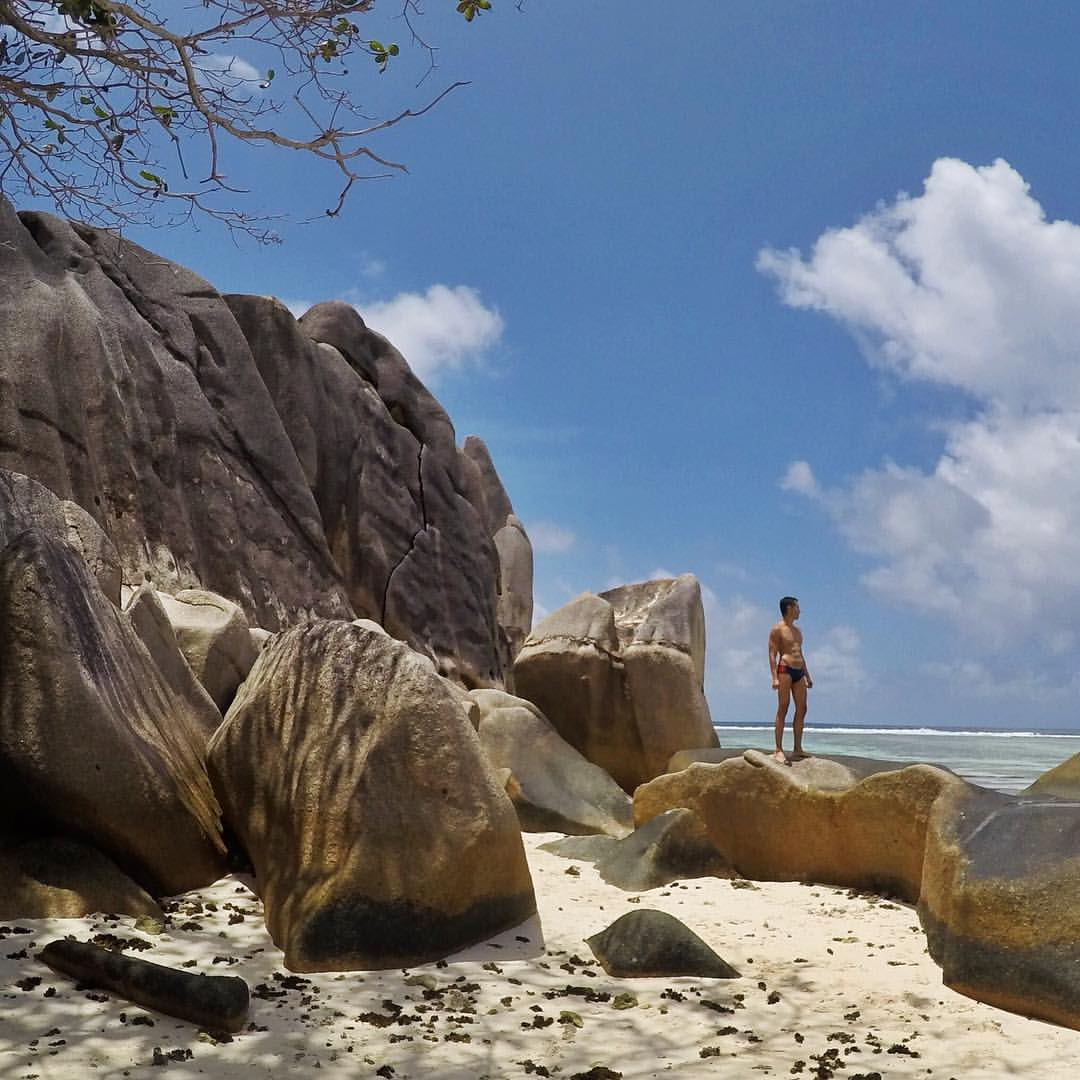

Outro aspecto discutido muitas vezes da natureza humana é a existência da relação do corpo físico com o espírito ou alma, que transcende os atributos físicos do homem, bem como a existência de qualquer propósito transcendente. Nesta área, há três posições dominantes:
- A visão filosófica naturalista: Posição em que os seres humanos são absolutamente naturais, sem nenhum componente espiritual ou propósito transcendente. Subconjuntos da visão naturalista incluem os materialistas e os fisicalistas, posições que consideram que os seres humanos são totalmente físicos. No entanto, alguns naturalistas são também dualistas a cerca da mente e do corpo. O naturalismo, combinado com as ciências naturais e sociais, veem os humanos como seres não planejados do produto da evolução, que operava em parte pela seleção natural sobre mutação aleatória. Naturalistas filosóficos não acreditam numa passagem sobrenatural. Enquanto o naturalismo filosófico é frequentemente abordado como uma visão inaceitável da natureza humana, é promovido por muitos proeminentes filósofos e pensadores. O naturalista filosófico frequentemente vai achar como semelhante a crença religiosa e a superstição e como um mal produto de um pensamento mágico;
- Em contraste com o materialismo, existem as posições platonistas ou idealistas. Isto pode ser expresso de muitas formas, mas, na essência, a visão é que existe uma diferença entre a aparência e a realidade, e o que vemos no mundo que nos rodeia é simplesmente um reflexo de algo mais elevado, a existência divina, a qual a alma / mente ou espírito dos humanos (e talvez até os animais) pode ser parcial. Em seu livro, Platão representa a humanidade como prisioneiros presos desde o nascimento dentro de uma caverna subterrânea, incapazes de mover a cabeça, e, portanto, capazes apenas de ver as sombras nas paredes que apareceram por um incêndio ocorrido fora da caverna, sombras estas que, em sua ignorância, os moradores da gruta tem uma visão errada da realidade. Para Platão, portanto, a alma é um espírito que usa o corpo. Ela está em um estado não natural de união, e espera por ser liberto de sua prisão corporal;[3]
- Entre o materialismo e o idealismo, situa-se o pensamento de São Tomás de Aquino, cujo sistema de pensamento é conhecido como tomismo. Seu pensamento é, em essência, uma síntese da teologia cristã, bem como de uma releitura da filosofia de Aristóteles. Aristóteles descreve o homem como um "animal racional", isto é, um sistema único e indiviso que é, ao mesmo tempo, animal (material) e racional (alma intelectual). Desenho do hilemorfismo aristotélico, a alma é vista como uma forma substancial do corpo (matéria). A alma, como a forma substancial, é aquilo que é universal, ou comum, para toda a humanidade, e, portanto, é indicativo da natureza humana, o que diferencia uma pessoa de outra é uma questão a qual Aquino se refere como o princípio da individualização. A alma humana é caracterizada como espiritual, imortal, substancial, e subsistente: é o princípio espiritual e vital do ser humano, mas também é dependente do corpo em uma variedade de formas, a fim de possuir estas características.

Assim, não existe divisão entre o "físico" e o "espiritual", embora eles sejam na verdade distintos. Esta posição diferencia o tomismo do materialismo e idealismo. Ao contrário do idealismo, que dispõe que o universo visível não é uma mera sombra de uma realidade transcendente, mas em vez disso é totalmente real em si. No entanto, ao contrário do materialismo, o Tomismo assegura que o empiricismo e a filosofia, quando adequadamente exercidos, conduzirão inevitavelmente à crença razoável em Deus, a alma humana e ao objetivismo moral. Assim, para um Tomista, é óbvia a prova da existência de um Deus e uma alma eterna.

### Estado de natureza
Estado de natureza remete para afirmações filosóficas sobre a condição dos seres humanos antes de fatores sociais serem impostos, e assim tenta descrever a "essência natural" da natureza humana.
- Visões que veem os seres humanos como intrinsecamente bons:
  - De acordo com John Locke, o homem em estado de natureza tem perfeita liberdade para ordenar as suas ações, de acordo com as leis da natureza, sem ter que pedir permissão para agir para qualquer outra pessoa. As pessoas são de igual valor, e tratam uns aos outros como eles gostariam de ser tratados. As pessoas só deixam o estado de natureza quando consentem para fazer parte de uma comunidade, a fim de proteger os seus direitos de propriedade;
  - De acordo com Rousseau, os seres humanos no estado de natureza são naturalmente bons e os maus hábitos são produto da civilização corrompida; Ex: não só de pão vive o homem, mas sem ele a gente morre de fome.
- Grupos que veem os humanos como moralmente neutros:
  - De acordo com Pelagius, o estado do homem na natureza, não são tentados pelo pecado original, mas plenamente capazes de escolher entre o bem e o mal;
  - De acordo com o determinismo social e o determinismo biológico, a conduta humana é determinada por fatores biológicos e sociais, os instintos humanos inerentes nunca são verdadeiramente a culpa das ações geralmente consideradas "más" nem creditados como ações consideradas "boas".
- Visões dos seres humanos como intrinsecamente maus:
  - De acordo com Thomas Hobbes, os seres humanos no estado de natureza estão inerentemente em uma "guerra de todos contra todos", e a vida neste estado é em última instância "desagradável, bruta, e curta." Para Hobbes, esse estado de natureza é sanado pelo bom governo;
  - De acordo com a doutrina cristã do pecado original, os seres humanos são criaturas intrinsecamente corrompidas e manchadas pelo pecado de Adão, e só podem ser resgatados pela graça de Deus através da fé na justiça de Jesus, a quem eles acreditam ser o seu filho moralmente perfeito. Na teologia cristã, acredita-se que o nascimento virginal torna que isto seja possível, como imagina-se que o pecado original seja passado pela "semente" do homem. O catolicismo, no entanto, sustenta que a natureza de ambos, Jesus e sua mãe (Maria), como se fosse o eleito ou Messias, não foram atingidos pelo pecado original;
  - De acordo com Bertrand Russell, o mal moral ou pecado é derivado de instintos que tenham sido transmitidos para nós de nossos ancestrais. Esta ascendência originou-se quando certos animais se tornaram onívoros e passaram a empregar a caça (matando e furtando) de forma periódica para devorar a carne. Assim, o simples fato de que os seres humanos devem comer outra vida ou senão morrem é a provável origem primordial do mal moral contemporâneo e histórico, isto é, as coisas ruins que fazemos uns aos outros como mentir, enganar, difamar, assaltar e matar.
- Visões que enxergam os seres humanos como tendo uma "natureza humana ferida":
  - De acordo com a Igreja Católica, os seres humanos foram criados bons mas, detentores de livre arbítrio, foram feridos por sua livre decisão pelo pecado. Os seres humanos estavam em um estado de "santidade e justiça original" que foi perdido devido ao pecado original, cometido por Adão e transmitido por ele como um estado de natureza aos seus descendentes. De acordo com o Catecismo da Igreja Católica, "a natureza humana não foi totalmente corrompida: ela está ferida pelos seus próprios poderes naturais, sujeita à ignorância, sofrimento e ao domínio da morte, e inclinada ao pecado - uma inclinação para o mal que é chamada de concupiscência. O batismo, por conceder a vida da graça de Cristo, apaga o pecado original e transforma o ser humano em um homem voltado para Deus, mas as suas ligações com a natureza, enfraquecidas e inclinadas para o mal, persistem no homem e o chamam para a batalha espiritual".[4]

### A moralidade
Há uma série de pontos de vista sobre a origem e a natureza da moralidade humana:
- Realismo moral ou objetivismo moral: diz que os códigos morais existem fora da parecer humana - que certas coisas são certas ou erradas, independentemente da opinião do homem sobre o assunto. A moralidade objetiva pode ser vista como decorrente da natureza intrínseca da humanidade, de um comando divino, ou ambos;
- Relativismo moral: diz que os códigos morais são uma função dos valores humanos e das estruturas sociais, e não fazem sentido fora da convenção social;
- Absolutismo moral: é de opinião que certos atos são certos ou errados, independentemente do contexto;
- Universalismo moral: tenta uma união entre o relativismo moral e o absolutismo moral e sustenta que existe, ou deveria existir, um núcleo universal comum de moralidade.

## Finalidade
- Materialismo e Naturalismo filosófico defende que não há efeitos externos à vida humana. Defensores deste ponto de vista muitas vezes adotam a filosofia do humanismo secular.
- Teleologia sustenta que há propósitos inerentes à existência humana. Este efeito pode surgir a partir da natureza intrínseca da humanidade em si (o que um ser humano "supostamente deveria ser", como no caso da filosofia objetivista), a partir relação humana com o divino (o que Deus quer seja a humanidade, como no caso da religião), ou de ambos (como quando os comandos divinos são vistos como estando de acordo com a natureza intrínseca da humanidade e dos melhores interesses da humanidade).

## Psicologia e biologia
Uma questão de longa data na filosofia e na ciência é saber se existe uma natureza humana invariante. Para aqueles que acreditam na existência de uma natureza humana, mais perguntas se fazem:
- O que determina/constrange a natureza humana?
- Em que medida é que a natureza humana é maleável?
- Como há variações entre as pessoas e as populações?
- Será que sou tão incapaz de pensar assim?

Como o comportamento humano é tão diverso, pode ser difícil encontrar comportamentos humanos absolutamente invariáveis que sejam de interesse para os filósofos. Um menor (mas ainda cientificamente válido) padrão para provas relativas a "natureza humana" é utilizado por cientistas que estudam o comportamento. Biólogos buscam provas da predisposição genética para padrões comportamentais. Predisposições genéticas podem ser influenciadas pelo ambiente, então o aparecimento de organismos com características comportamentais geneticamente predispostas não se espera chegar a 100 por cento. Um tipo de comportamento humano em relação ao qual existe uma forte predisposição genética pode ser considerado como parte da natureza humana. Em outras palavras, a natureza humana não é vista como algo que force os indivíduos a comportar-se de certa maneira, mas como algo que torna os indivíduos mais inclinados a agir de uma determinada maneira do que noutra. Psicologicamente, o termo "natureza humana" pode estar relacionado com o conceito de Freud id e os anseios associados com esses aspectos da personalidade.

### Tábula rasa
A filosofia do empiricismo de John Locke vê a natureza humana como uma "tábula rasa". Nesta visão, há um nascimento na mente de uma "ardósia em branco", sem regras, para que os dados sejam adicionados, e as regras para processá-los são formadas unicamente por nossas experiências sensoriais.
A opinião contrária é vista na sociobiologia de Edward Osborne Wilson e intimamente relacionada a teoria da psicologia evolutiva.

### Argumentos para a invariância
Todas as pessoas e todas as sociedades têm expressões faciais similares. Todo mundo sorri o mesmo, bem como a forma como usamos nossos olhos para transmitir cognição ou a forma de flertar é a mesma. Avaliações da atratividade facial são consistentes em todas as raças e culturas com uma preferência pela simetria e proporção que são explicadas pelos cientistas como marcadores de saúde durante o desenvolvimento físico atribuível a bons genes ou um bom ambiente. As fêmeas humanas procuram rostos masculinos que são classificados como mais masculinos e agressivos, no momento em que estão menos femininas, delicadas e mais atraentes durante a ovulação, a fase do seu ciclo menstrual. quando as mulheres são mais férteis.
Nenhum sucesso já foi cientificamente demonstrado em nova atribuição de um indivíduo habilidoso. Embora os indivíduos podem mudar seu comportamento externo (pegar a tesoura, com sua mão direita em vez da esquerda, por exemplo), sua inclinação interna nunca muda. Mesmo as pessoas que perdem um membro, que fisicamente não possuem a capacidade de pegar tesoura com sua mão esquerda, tentará fazê-lo. A porcentagem de canhotos em todas as culturas e em todos os momentos permanece constante (devido ao uso da mão esquerda ser uma característica recessiva).
Recém-nascidos, demasiadamente jovens para ter sido aculturado ao fazê-lo, têm comportamentos mensuráveis, como sendo mais atraídos para faces humanas do que outras formas e ter uma preferência pela voz de sua mãe acima de qualquer outra voz.
Em seu livro Human Universals, Donald E Brown apresenta o seu caso específico e identifica cerca de 400 comportamentos que são essencialmente invariáveis entre todos os seres humanos.

### Argumentos para a maleabilidade social
Dizem que o duque de Wellington tornou-se indignado após ouvir alguém referir-se ao hábito como "segunda natureza". Ele respondeu: "É dez vezes natureza!".
William James também se referiu ao hábito como a roda da sociedade. Hábitos, no entanto, são por definição adquiridos, e hábitos diferentes serão tanto os efeitos e as causas das diferenças das sociedades.
Diferentes sociedades humanas, têm criado diferentes códigos morais. Assim, independentemente de existir ou não a moralidade objectiva, os seres humanos são claramente capazes de impor uma ampla variedade de diferentes códigos morais sobre si.
Alguns argumentaram que o papel de cuidar não vem da ausência de impulsos na natureza humana, mas a partir da multiplicidade de tais impulsos - tantos e tão contraditórios, que a forma de criação deve identificá-los e colocá-los em uma hierarquia.
Alguns acreditam que não existe nenhuma lei universal de comportamento que vale para todos os seres humanos. Há muitas dessas leis que se aplicam à maioria das pessoas (por exemplo, a maioria dos indivíduos tentam evitar a morte), mas há sempre exceções (algumas pessoas cometem suicídio). A maioria dos animais, incluindo os seres humanos, têm uma inata auto-preservação ou instinto (medo de lesões e morte). O fato de que os seres humanos podem sobrepor este instinto básico é visto como evidência de que a natureza humana é subordinada à mente humana, e/ou a vários fatores externos. No entanto, isto pode não ser totalmente exclusivo para a mente humana, como observa-se que certos animais propositadamente cometem suicídio.
Finalmente, foi observado que os recentes avanços na biologia abriram uma porta para manipulação genética. Isto significa que em breve teremos a possibilidade de alterar os nossos genes e, por conseguinte, alterar os instintos que estão codificados nos genes. (veja transhumanismo)

## Visões influentes da natureza humana
Muitas escolas influentes de pensamento têm defendido concepções particulares da natureza humana, e integram nas suas concepções outras ideias. Entre eles estão o Platonismo, Marxismo e Freudianismo.

### Platão
Platão tomou uma concepção de motivo e a analisou a partir da vida que ele aprendeu com Sócrates e construiu tanto a metafísica, como a antropologia em torno dela. Há uma alma intelectual residente na cabeça humana , e há um apetite animal residente na barriga e genitais. O dever dos antigos é manter a última forma mansa para, com o tempo, receber a morte como uma fuga a esta desconfortável coabitação.
Em um ou outro disfarce, o dualismo de Platão foi imensamente influente. Isto foi profundamente insinuado na Teologia Cristã - um processo que começou, talvez, tão cedo quanto o Evangelho de João. A famosa teoria de Descartes do contraste da alma que pensa e do corpo ser a extensão da alma, é tomada de Platão, como é o contraste entre os fenômenos e os aspectos da natureza humana de Kant.
O que todas estas visões têm em comum é a seguinte estrutura: "existe uma parte invariável da natureza humana, e minha teoria a divulgará melhor do que outras teorias." Essa estrutura permite o avanço na história - porque ao conhecer-nos melhor mais próximos estamos do progresso. Mas a natureza humana em si, como o objeto desse conhecimento, é considerada uma constante. De fato, na teoria de Kant, a natureza humana no verdadeiro sentido não pode realmente dizer que muda porque mudança exige tempo, e o tempo é uma característica única do mundo como fenômeno real.
Hegel representa um importante rompimento com esta hegemonia platônica. Tomando como base o conceito de dialética, tudo é, por assim dizer, para agarrar-se: assim como homem tenta conhecer-se melhor, o objeto do conhecimento necessariamente muda.

### Aristóteles
O mais famoso estudante de Platão fez alguns das mais famosas e influentes declarações sobre a natureza humana:
- O homem é um animal conjugal (Nicomachean Ethics), o que significa que é um animal que está a se acasalar quando adulto, assim, construir um lar (oikos) e, em casos mais bem sucedidos, de um clã ou pequena aldeia que ainda existem por linhas patriarcais;
- O homem é um animal político, o que significa que um animal com uma propensão inata a desenvolver comunidades complexas do tamanho de uma cidade ou vila. Como um animal político, em contraste com a sua família e vida no clã, o homem vive na sua racionalidade - mais plenamente na criação de leis e tradições;
- O homem é um animal mimético (Poética). Neste caso, Aristóteles enfatiza a razão humana na sua forma mais pura. O homem ama utilizar sua imaginação, e não apenas fazer leis e participar de reuniões.

É claro que, para Aristóteles, a razão não é apenas o que é mais estranho sobre a humanidade, mas é também aquilo que era destinada a alcançar em seu melhor. Grande parte da posição Aristotélica ainda deve ser considerada, mas deve ser mencionado que a ideia de que a natureza humana era "significativa" ou éramos destinados a ser algo, tornou-se muito menos popular nos tempos modernos.

### Rousseau
O escrito de Jean Jacques Rousseau, antes da Revolução Francesa e muito antes de Darwin, chocou o ocidente, propondo que os seres humanos haviam sido animais solitários, e depois tinham aprendido a serem políticos. O ponto importante sobre isto foi a ideia de que a natureza humana não foi fixada, ou pelo menos não da forma anteriormente sugerida pelos filósofos. Os seres humanos são políticos agora, mas eles não eram originalmente. Isto quebrou um terreno político importante e também perigoso para os acontecimentos políticos do século XIX ao século XX, em que, para dar os exemplos mais chocantes, o totalitarismo e a lavagem cerebral se desenvolviam.
Ele foi uma influência importante em Kant, Hegel e Marx, mas ele deixou claro que ele era parte do desenvolvimento do pensamento de Thomas Hobbes.

### Karl Marx
A concepção da natureza humana de Karl Marx tem sido objeto de grande incompreensão. É frequentemente difundido que Marx negou que houvesse qualquer natureza humana, e disse que os seres humanos são simplesmente uma "ardósia em branco", cuja personagem vai depender inteiramente de sua socialização e experiência. É verdade que Marx colocou uma enorme importância na perspectiva de que as pessoas são influenciadas e, em parte, determinadas por seus ambientes. Mas, no entanto, ele teve uma forte noção de natureza humana. Marx discutiu o conceito de "essência das espécies" (do alemão Gattungswesen, às vezes também traduzida como "o ser das espécies. Ele acreditava que sob o capitalismo, somos alienados - ou seja, divorciados de aspectos da nossa natureza humana. Ele previu a possibilidade de sociedade seguindo o capitalismo que permitiria aos seres humanos a exercer plenamente a sua natureza humana e a individualidade. Seu nome para esta sociedade era comunismo. No entanto, vale a pena ter em mente que, desde os dias de Marx, este termo tem sido utilizado com vários significados diferentes, não de todos os que foram compatíveis com a utilização original de Marx.
A compreensão de Marx da natureza humana, não só desempenha um papel na sua crítica ao capitalismo e, em sua convicção de que uma sociedade melhor seria possível (como já indicado). Isto também instruiu sua Teoria da História. A dinâmica subjacente da história, para Marx, é a expansão das forças produtivas. Em "A Ideologia Alemã", Marx diz que dois ou três aspectos da atividade social que fundamentam a história é a tendência das pessoas a agir de forma a satisfazer as suas necessidades, e daí em diante, a tendência para gerar novas necessidades . Esta tendência humana, para Marx, é o que impulsiona a contínua expansão da capacidade produtiva na civilização humana.
Depois de A Ideologia Alemã, no entanto, a menção da "essência das espécies", como tal, é praticamente ausente dos escritos de Marx. Alguns dos principais intérpretes de Marx, como Louis Althusser, acham irrelevante a teoria da "essência das espécies", dos escritos mais novos de Marx, enquanto outros, como o Terry Eagleton, acreditam que ela continua a ser um importante conceito do entendimento de Marx.

### A escola austríaca
A escola austríaca de economia, em torno dos anos 1871-1940, desenvolveu a sua própria opinião amplamente em oposição a Marx, e em oposição a um grupo de estudiosos historicistas. No processo, eles desenvolveram uma visão diferente da natureza humana - em termos estruturais, este ponto de vista retornou por pensadores mencionados neste inquérito antes de Hegel. Tal como Descartes e Kant, esses pensadores acreditavam que existe uma invariante da natureza humana, mas que o progresso é possível na história através da compreensão mais completa da natureza. Eles conceberam que a natureza humana em termos de racionalidade delimitada e do exercício de "utilidade marginal", e acreditavam que a posse desta utilidade pelo mercado, criaria uma condição de ordem espontânea que seria mais racional do que qualquer alternativa que possa ser planejada, dada a limitada racionalidade dos eventuais planejadores.

### Sigmund Freud
Durante o mesmo período de tempo, a Áustria também acolheu o desenvolvimento da psicanálise. Seu fundador, Sigmund Freud, acreditava que os marxistas estavam certos em se concentrar no que ele chamou de "a influência decisiva que as circunstâncias econômicas dos homens têm sobre suas atitudes intelectuais, éticas e artísticas". Mas ele pensava que a visão marxista da luta de classes era demasiadamente superficial, atribuindo aos últimos séculos conflitos que foram, sim, primordiais. Atrás de luta de classes, de acordo com Freud, ergue-se o conflito entre pai e filho, entre um clã estabelecido e um desafiador rebelde. Neste espírito, Freud pesadamente criticou a União Soviética, escreveu em 1932 que os seus próprios líderes se tornaram "inacessíveis a dúvida, sem sentimento em relação ao sofrimento dos outros enquanto estão buscando suas próprias intenções".

### E.O. Wilson
Em seu livro "Consilience: A Unidade do Conhecimento" (1998) Edward Osborne Wilson alegou que era tempo para uma cooperação de todas as ciências para explorar a natureza humana. Ele define a natureza humana como um conjunto de regras epigenéticas: os padrões genéticos de desenvolvimento mental. Fenômenos culturais, rituais, etc, são produtos, não fazem parte da natureza humana. Obras, por exemplo, não fazem parte da natureza humana, mas o nosso apreço pela arte é. E este apreço pela arte, ou o nosso medo de cobras, ou tabu pelo incesto (efeito Westermarck) podem ser estudados pelos métodos do reducionismo. Até agora, estes fenômenos são apenas uma parte dos estudos psicológicos, sociológicos e antropológicos. Wilson propõe que pode ser parte da investigação interdisciplinar.